# Incendio forestal de Tres Cantos (2025)
El incendio forestal de Tres Cantos se desató en la tarde del 11 de agosto de 2025 en la zona este del Nuevo Tres Cantos (norte de Madrid), propagándose con rapidez debido a una tormenta seca y fuertes ráfagas de viento. A pesar de los esfuerzos de extinción, el fuego dejó una víctima mortal, causó daños materiales graves y obligó a miles de personas al desalojo temporal de sus hogares.

## Origen y propagación
El fuego comenzó sobre las 19:45 horas impulsado por condiciones meteorológicas extremas: viento superior a 70 km/h y vegetación seca, lo que aceleró su avance en cuestión de minutos por más de seis kilómetros en apenas 40 minutos. La Situación Operativa 2 del Plan INFOMA fue declarada, activando la UME y numerosos recursos de emergencia, incluidos bomberos, policías y atención médica 
.

## Evacuaciones y afectación
Se evacuaron preventivamente las urbanizaciones Soto de Viñuelas, Fuente del Fresno (Tres Cantos) y Ciudad el Campo (San Sebastián de los Reyes), afectando entre 180 y 200 personas. Se habilitaron polideportivos como refugio temporal para las familias evacuadas.

## Daños materiales y humanos
Un hombre (aprox. 55 años), con quemaduras en el 98 % de su cuerpo, falleció tras ser trasladado al Hospital La Paz 
.
Se estima que el incendio arrasó entre 1 000 y más de 2 000 hectáreas, afectando viviendas—al menos cuatro resultaron gravemente dañadas—y estableciendo como particular foco la hípica local, donde murieron numerosos caballos.
La protectora animal Burrolandia sufrió la pérdida de entre dos y tres cabras, además de daños en un caballo llamado Felipe; el resto de animales fueron rescatados.

## Medios de extinción y evolución
El operativo de emergencia incluyó:
- Casi 33 dotaciones de Bomberos de la Comunidad de Madrid
- 11 dotaciones del Ayuntamiento de Madrid
- 9 unidades de la UME
- Apoyo de agentes forestales, Policía, Guardia Civil y servicios sanitarios.

Durante la noche del lunes al martes, el fuego fue perimetrado y comenzó una evolución favorable gracias al descenso de vientos. Para el miércoles 13 de agosto, fue considerado controlado, reduciéndose el INFOMA a nivel 0.

## Impacto social y ambiental
Los vecinos relataron un clima de angustia: muchos huyeron "con lo puesto" y presenciaron cómo las llamas devoraban sus hogares en minutos, impulsadas por la arizónica, una planta altamente inflamable. También denunciaron la acumulación de maleza y la falta de medidas preventivas como agravantes del incendio.